# Route nationale 645
Die Route nationale 645, kurz N 645 oder RN 645, war eine französische Nationalstraße, die von 1933 bis 1973 zwischen Sault-de-Navailles und Pau verlief, wo sie nördlich des Stadtzentrums auf die ehemalige Nationalstraße 134 traf. Ihre Länge betrug 40 Kilometer.